# Pohost (sielsowiet Nowy Pohost)
Pohost – dawna wieś. Obecnie część Nowego Pohostu na Białorusi, w obwodzie witebskim, w rejonie miorskim, w sielsowiecie Nowy Pohost.

## Historia
W czasach zaborów wieś prywatna w powiecie dzisieńskim, w guberni wileńskiej Imperium Rosyjskiego.
W latach 1921–1945 wieś leżała w Polsce, w województwie wileńskim, w powiecie dziśnieńskim (od 1926 w powiecie brasławskim) w gminie Nowy Pohost.
Według Powszechnego Spisu Ludności z 1921 roku zamieszkiwało tu 70 osób, 45 było wyznania rzymskokatolickiego, 5 prawosławnego a 20 mojżeszowego. Jednocześnie 48 mieszkańców zadeklarowało polską a 22 białoruską przynależność narodową. Było tu 14 budynków mieszkalnych. W 1931 w 9 domach zamieszkiwało 57 osób.
Wierni należeli do parafii rzymskokatolickiej i prawosławnej w Nowym Pohoście. Miejscowość podlegała pod Sąd Grodzki w Drui i Okręgowy w Wilnie; właściwy urząd pocztowy mieścił się w Nowym Pohoście.